# John Adams (compositeur)
Pour les articles homonymes, voir John Adams, Coolidge et Adams.
Œuvres principales
Shaker Loops
Nixon in China
El Dorado
El Niño
On the Transmigration of Souls (Prix Pulitzer de musique)
John Coolidge Adams, né le 15 février 1947 à Worcester (Massachusetts), est un compositeur et chef d'orchestre américain de musique contemporaine.
Au départ fortement inspiré par la musique minimaliste, il s'en éloigne en produisant des œuvres dans des styles très divers, marquées par une grande habileté orchestrale.

## Biographie
Né dans une famille amatrice de jazz – son père joue du saxophone et sa mère chante – John Adams apprend de son père la clarinette, et joue dans des groupes et orchestres locaux de la région de East Concord dans le New Hampshire où la famille habite.
Adams prend ses premiers cours théoriques de musique à onze ans, puis étudie la direction d'orchestre durant les cours d'été du Dartmouth College. Il étudie la musique au Harvard College de 1965 à 1971, puis au conservatoire de San Francisco. Il dispense au conservatoire des cours de musique et donne des concerts de musique d'avant-garde. Il s'intéresse aux nouvelles technologies de musique électronique et prend des cours de vidéo.
Adams rejoint, à partir de 1977, avec sa pièce Phrygian Gates, le courant de la musique minimaliste, qu'il enrichit par la suite d'une composante symphonique nécessitant parfois une riche orchestration. À partir de 1978, il se voit reconnu avec Shaker Loops, un septuor à cordes, comme un compositeur important. Il y établit en partie son style orchestral et commence à se détacher du courant minimaliste. Shaker Loops bénéficie d'une bonne diffusion grâce à l'utilisation de sa première partie dans le film Barfly de Barbet Schroeder. Il rencontre Edo de Waart et devient conseiller de l'Orchestre symphonique de San Francisco pour les musiques nouvelles. L'année suivante, Adams se produit pour la première fois à New York au musée Guggenheim, soutenu par Steve Reich.
Sa première œuvre majeure, qui rencontre un large public et connaît un succès international, est Nixon in China, en 1987.
En 2002, Adams répond à une commande de plusieurs institutions new-yorkaises souhaitant commémorer la mémoire des victimes des attentats du 11 septembre 2001 et compose On the Transmigration of Souls. Cela lui vaut en 2003 un prix Pulitzer de musique, prix qu'il trouve lui-même largement dévalué et arbitraire.
En 2014, la représentation de son opéra The Death of Klinghoffer au Metropolitan Opera de New York provoque à nouveau une vive polémique (comme lors de sa création en 1991), certaines personnes lui reprochant d'être une œuvre antisémite.
Il est membre du jury du prix de composition Tōru Takemitsu en 2005. En 2004, il est le premier récipiendaire du prix Nemmers en composition musicale qui vient d'être créé.

## Influences musicales
John Adams reconnait avoir été très influencé par la musique minimaliste, et en particulier par Steve Reich, qu'il considère comme le plus intéressant, car le plus sophistiqué des compositeurs minimalistes. Adams cite Music for 18 Musicians, Tehillim, Music for Mallet Instruments, Voices, and Organ et Drumming comme particulièrement utiles pour le développement de son style personnel.

## Œuvre

### Opéras et œuvres scéniques
- Nixon in China (1987), créé à Houston, mise en scène de Peter Sellars
- The Death of Klinghoffer (1991), basé sur l'histoire de la prise d'otages de l'Achille Lauro, créé à Bruxelles ; mise en scène de Peter Sellars
- I Was Looking at the Ceiling and Then I Saw the Sky (1995), opéra en deux actes
- El Niño (2000), opéra-oratorio de la Nativité (2000), dédié à et mis en scène par Peter Sellars lors de sa création au théâtre du Châtelet à Paris
- Doctor Atomic (2005), opéra en deux actes, sur un livret de Peter Sellars
- A Flowering Tree (2006), opéra en deux actes sur un livret de John Adams et Peter Sellars, adapté de contes et poèmes indiens
- The Gospel According to the Other Mary (2013), oratorio en deux actes mis en scène par Peter Sellars lors de sa création par l'Orchestre philharmonique de Los Angeles
- Girls of the Golden West (2017), opéra en deux actes, sur un livret de Peter Sellars
- Antony and Cleopatra (2022), opéra en deux actes, sur un livret de John Adams, inspiré de la pièce éponyme de Shakespeare, et d'extraits d'autres textes classiques de Virgile et Plutarque, en collaboration avec Elkhanah Pulitzer et Lucia Scheckner. Première mondiale en octobre 2022 au San Francisco Opera, avec Gérald Finley et Amina Edris, sous la direction de Eun Sun Kim[6].

### Œuvres pour orchestre
- Common Tones in Simple Time (1979)
- Grand Pianola Music (1982)
- Shaker Loops (adaptation pour orchestre à cordes du septuor à cordes de 1978) (1983)
- Harmonielehre (1985)
- The Chairman Dances (1985)
- Tromba Lontana (1986)
- Short Ride in a Fast Machine (1986), pièce jumelée avec la précédente sous le nom de Two Fanfares for Orchestra (1986)
- Fearful Symmetries (1988)
- El Dorado (1991)
- Lollapalooza (1995)
- Slonimsky's Earbox (1996)
- Naïve and Sentimental Music (1998), en trois mouvements
- Guide to Strange Places (2001)
- My Father Knew Charles Ives (2003)
- Doctor Atomic Symphony (2007)
- City Noir (2009)
- I Still Dance (2019)
- Frenzy (2023)

### Œuvres concertantes
- piano
  - Eros Piano (pour piano et orchestre) (1989)
  - Century Rolls (concerto pour piano et orchestre) (1997)
  - Must the Devil Have All the Good Tunes? (concerto pour piano et orchestre) (2018), écrit pour et joué par Yuja Wang[7].
  - After the Fall (concerto pour piano et orchestre) (2025), écrit pour et créé par Víkingur Ólafsson et l'orchestre de la Tonhalle de Zurich, sous la direction de Paavo Järvi.
- violon
  - Violin Concerto (1993), qui a reçu le Grawemeyer Award en 1995.
  - The Dharma at Big Sur (concerto pour violon électrique solo et orchestre) (2003)
  - Scheherazade.2 (symphonie dramatique pour violon et orchestre) (2014), création le 26 mars 2015 au Avery Fisher Hall, New York, avec la dédicataire Leila Josefowicz (violon) et l'Orchestre philharmonique de New York dirigé par Alan Gilbert.
- autres
  - Absolute Jest (pour quatuor à cordes et orchestre) (2012)
  - Saxophone Concerto (2013)

### Œuvres vocales et chorales
- Harmonium (1980), pour chœur et orchestre
- The Nixon Tapes (trois suites de l’opéra Nixon in China) (1987)
- The Wound-Dresser (1989), pour baryton et orchestre
- Choruses from The Death of Klinghoffer (1991)
- On the Transmigration of Souls (2002), pièce pour bande magnétique, voix et orchestre, écrite en hommage aux victimes du 11 septembre 2001

### Musique de chambre
- Piano Quintet (1970)
- Shaker Loops (pour septuor à cordes) (1978)
- Chamber Symphony (1992)
- John's Book of Alleged Dances (pour quatuor à cordes) (1994)
- Road Movies (pour violon et piano) (1995)
- Gnarly Buttons (pour clarinette et petit orchestre) (1996)
- Son of Chamber Symphony (2007)
- Fellow Traveler (pour quatuor à cordes) (2007)
- First Quartet (2008)
- Second Quartet (2014)

### Autres œuvres
- American Standard, including "Christian Zeal and Activity" (1973)
- Grounding (1975)
- Scratchband (1996)
- Nancy's Fancy (2001)

### Œuvres électroniques
- Heavy Metal (1970)
- Studebaker Love Music (1976)
- Onyx (1976)
- Light Over Water (1983)
- Hoodoo Zephyr (1993)

### Piano
- Phrygian Gates (1977)
- China Gates (1977)
- Hallelujah Junction (pour deux pianos) (1996)
- American Berserk (2001)
- Roll Over Beethoven (pour deux pianos) (2014)
- I Still Play (2017)

### Musiques de film
- Matter of Heart[8] (1986), documentaire sur Carl Gustav Jung
- Le_Cabinet_du_docteur_Ramirez (1991)
- The American Tapestry[9] (1999), documentaire
- Amore (Io sono l'amore) (2009)

### Orchestrations et arrangements
- The Black Gondola (Liszt's La lugubre gondola II (1882)) (1989)
- Berceuse élégiaque (Busoni's Berceuse élégiaque (1907)) (1989)
- Wiegenlied (Liszt's Wiegenlied (1881)) (1989)
- Six Songs by Charles Ives (Ives songs) (1989–93)
- Le Livre de Baudelaire (Debussy's Cinq poèmes de Charles Baudelaire) (1994)
- La Mufa (Piazzolla tango) (1995)
- Todo Buenos Aires (Piazzolla tango) (1996)

## Utilisations dans les autres arts
- En 2005, le célèbre jeu de stratégie Civilization IV utilise une dizaine de pièces d'Adams dont Grand Pianola Music, Harmonielehre, Shaker Loops et un extrait de Nixon in China en fond sonore pour illustrer la période moderne dans le déroulement du jeu[10].